# Устинівський район
Усти́нівський райо́н — колишня адміністративно-територіальна одиниця у південній частині Кіровоградської області. Межує на півночі з Долинським та Компаніївським районами, на заході з Бобринецьким районом, на сході і півдні з Новобузьким і Казанківським районами Миколаївської області. Районний центр — Устинівка. Населення становить 13 696 осіб (на 1 грудня 2011 року).

## Географія
Район має площу 942 км² (94,2 тисячі гектарів), або 3,6 % від території області. Це, переважно, степова рівнина, одноманітність якої порушується сухими балками, кряжами та ярами.
На території району протікають річки Інгул і Березівка, які належать до басейну Південного Бугу, мають площу в 795 га, утворюють 49 ставків.

## Історія
Першими поселенцями, як на це вказують деякі джерела, по річці Березівці були переселенці з Полтавської та Київської губерній. Вони заснували с. Устинівку в 30-40 р.р. XVIII ст.
Є й літературні відомості про те, що першими поселенцями даного краю в XVII—XVIII ст. були запорозькі козаки.
В 1817 році цар Олександр I наказав вільних козаків повернути у військових поселян. Сюди перевели державних селян та кріпосних Полтавської, Київської, Подільської та інших губерній.
Устинівка стала одним із військових поселень. Як спогад про це і досі зберігся поділ селища на 9 сотень.
Біля с. Седнівка було розкопано скіфський курган ІУ ст. до н. е., що репрезентував наступну після доби бронзи епоху — епоху ранньої залізної доби. Кочові культури доби середньовіччя на території району репрезентувала випадково знайдена ще в 30-х роках XX ст. половецька антропоморфна стела, що досить довго знаходилася на території тракторної бригади в с. Ганно-Требинівка. Тюрські племена хозарів, печенігів, кипчаків, монголо-татар, татар панували в степовій частині України до ХУ ст.
З XV ст. у степах України, в тому числі і на території сучасного Устинівського району, з'являються козаки, які поступово витісняють татар на південь. З утворенням Нової Січі (1735) територія краю увійшла до однієї з територіально-адміністративних одиниць володінь Війська Запорозького — Бугогардівської паланки. На території краю виникають поодинокі козацькі зимівники і хутори. Але активізується заселення цієї частини сучасної Кіровоградської області з 40-х років — середини ХУІІІ ст. в результаті дозволу кошового отамана П.Калнишевського осідати самоселам на землях запорожців та внаслідок планомірної колонізаційної політики Росії по заселенню цього краю. Так виникли села Седнівка, Степанівка, Березівка, а на початку XIX ст. — села Криничуватка, Інгулець. У 1847 році на березі р. Інгул засноване село Ганно-Требинівка. За переказами, цими шляхами подорожували чумаки і першими примітили це місце, зупинялись в так званій чумацькій балці на перепочинок. Назва ж села пішла від пана Требинського, який приїхав у ці краї з сестрою Ганною з Черкащини.
З ліквідацією Запорозької Січі (1775) землі сучасного Устинівського району увійшли до складу Новоросійської губернії, а з утворенням Катеринославського намісництва (1784), до складу Єлисаветградського повіту цього намісництва (1784 р.). У 1796 — 1805 рр. вони перейшли до Єлисаветградського повіту поновленої Новоросійської губернії, яка невдовзі була перейменована на Миколаївську, а згодом на Херсонську.
Село Устинівка з 15 січня 1921, було реорганізоване з волості в районний центр. Спочатку район відносився до Одеської області, а з січня 1939 року ввійшов до складу Кіровоградської області.
У 1962 році район було розформовано, частина населених пунктів приєднана до Бобринецького району, а частина — до Долинського, 8 грудня 1966 року Устинівський район знову поновлено.

## Адміністративний устрій
Район адміністративно-територіально поділяється на 1 селищну раду та 14 сільських рад, які об'єднують 36 населених пунктів та підпорядковані Устинівській районній раді. Адміністративний центр — смт Устинівка.

## Населення
- 1.01.2004 — 16,4 тисячі осіб
- 1.12.2011 — 13 696 осіб

## Транспорт
В Устинівському районі поблизу села Новоігорівка розташована залізнична станція Седнівка.

## Пам'ятки
В Устинівському районі Кіровоградської області на обліку перебуває одна пам'ятка архітектури і 26 пам'яток історії.

## Особистості
Гордістю нашого степового краю є прославлені земляки, а саме двічі Герой Радянського Союзу Олександр Юхимович Мазуренко. Народився в с. Степове Устинівського району 7 липня 1917 року в селянській сім'ї. Випускник Устинівської школи 30х років. Працював продавцем, електрослюсарем, помічником майстра вугільної шахти в м. Шахти Ростовської області, курсант аероклубу. З 1938-го — у Військово-Повітряних Силах . Під час ВВв здійснив близько 300 бойових вильотів, особисто потопив 8 і в складі групи — 22 ворожих кораблі. Указами Президії Верховної Ради Союзу СРСР від 23 жовтня 1942 року і 5 листопада 1944 року удостоєний звання Героя Радянського Союзу двічі. В селищі Устинівка йому встановлено бронзовий бюст.
В Устинівській середній школі навчався відомий поет і письменник Євмен Михайлович Доломан. З 1938 по 1941 р. навчався в Харківському державному університеті. Учасник Другої Світової війни. Нагороджений кількома орденами та медалями.
Перша книга поезій «Плем'я переможців» вийшла в 1950 р. Відтоді видав більше десяти поетичних та прозових книг.
Член Спілки письменників України; неодноразово бував в Устинівській загальноосвітній школі I—III ст. В 1995 році подарував школі збірку поезій «Бентега».
За високі показники в галузі сільського господарства пташниця колишньої птахофабрики «Сагайдацька» Євгенія Сергіївна Лапінська та механізатор колишнього колгоспу ім. Карла Маркса Чернявський Семен Арсентійович удостоєні високого звання Героя Соціалістичної праці.
А досвід вирощування цукрових буряків Анатолія Павловича Горбенка, заслуженого механізатора України, народного депутата СРСР останнього скликання, відомий у всій Україні. На полях, де працював А. П. Горбенко, збирали, незалежно від погодних умов, від 400 до 520 ц/га цукристих. Нині Анатолій Павлович проживає в с. Березуватка, перебуває на заслуженому відпочинку.
Сьогодні трудові досягнення Устинівщини примножує заслужений вчитель України Седнівської загальноосвітньої школи I—III ст. Антоніна Миколаївна Вербова.

## Політика
25 травня 2014 року відбулися Президентські вибори України. У межах Устинівського району були створені 24 виборчі дільниці. Явка на виборах складала — 61,48 % (проголосували 6 452 із 10 494 виборців). Найбільшу кількість голосів отримав Петро Порошенко — 39,40 % (2 542 виборців); Юлія Тимошенко — 29,20 % (1 884 виборців), Олег Ляшко — 11,36 % (733 виборців), Анатолій Гриценко — 5,44 % (351 виборців), Сергій Тігіпко — 3,50 % (226 виборців). Решта кандидатів набрали меншу кількість голосів. Кількість недійсних або зіпсованих бюлетенів — 1,01 %.